# Brachychira dormitans
Brachychira dormitans är en fjärilsart som beskrevs av Emilio Berio 1937. Brachychira dormitans ingår i släktet Brachychira och familjen tandspinnare. Inga underarter finns listade i Catalogue of Life.